# Макбет (балет Молчанова)
Макбет — балет в двух актах Кирилла Молчанова. Либретто Владимира Васильева по мотивам трагедии Уильяма Шекспира «Макбет».

## История создания
До 1980 года композитор Кирилл Молчанов никогда не обращался к жанру балет, хотя долго и плодотворно работал для музыкального театра — он написал восемь опер и все они были поставлены в различных театрах СССР. Но в 1973—1975 годы он был директором Большого театра, часто общался с деятелями балета, изменилась и его личная жизнь — его женой стала известная балерина Нина Тимофеева. Для неё он и создал свой первый и единственный балет.
По мнению балетного критика и историка театра Бориса Львова-Анохина:

«Партитура Молчанова красочна и живописна, обладает яркой изобразительной силой. В ней четко обозначены драматические конфликты, рельефно обрисованы характеры героев, ясно прочерчены драматургические линии.»— Б. Львов-Анохин
Эта работа стала одной из последних в жизни Кирилла Молчанова и роковой — 14 марта 1982 года во время первого акта этого балета, в директорской ложе Большого театра, композитор скончался от инфаркта. Он пришёл посмотреть выступление своей жены — Нины Тимофеевой, которой после этого пришлось дотанцевать спектакль.
Через 10 лет, в 1990 году этой же постановкой Владимира Васильева открылся театр Кремлёвский балет.

## Действующие лица
- Макбет
- Леди Макбет
- Банко
- Король Дункан
- Ведьмы
- Макдональд
- Телохранитель
- Воины
- Пантомима

## Сценическая жизнь

### Большой театр
Премьера прошла 1 июля 1980 года
Балетмейстер-постановщик Владимир Васильев, художник-постановщик Валерий Левенталь, дирижёр Фуат Мансуров
Действующие лица
- Макбет — Владимир Васильев, (затем Виктор Барыкин, Алексей Фадеечев)
- Леди Макбет — Нина Тимофеева, (затем Нина Семизорова, Людмила Семеняка)
- Банко — Андрей Кондратов, (затем Валерий Анисимов, Андрис Лиепа)
- Король Дункан — Сергей Радченко, (затем Борис Ефимов)
- Ведьмы — Сергей Громов, Владимир Деревянко, Сергей Соловьёв
- Макдональд — Надежда Крылова
- Телохранитель — Андрей Силантьев
- Воины — Александр Ветров, Алексей Довгополый, Владимир Каракулев, Лев Трубчиков
- Пантомима — Елена Ахулкова, Татьяна Розанова, Наталья Трифонова

Спектакль прошёл 44 раза, последнее представление 16 февраля 1988 года.

### Кремлёвский балет
Премьера прошла 4 ноября 1990 года
Балетмейстер-постановщик Владимир Васильев, художник-постановщик Валерий Левенталь, дирижёр Сергей Политиков
Действующие лица
- Макбет — Андрис Лиепа, (затем Олег Корзенков)
- Леди Макбет — Светлана Цой, (затем Надежда Тимофеева)
- Банко — Андрей Кондратов
- Король Дункан — М. Адырхаев
- Телохранитель — Вадим Тедеев

## Постановки в других городах
- 1980 — Киргизский театр оперы и балета, балетм. Уран Сарбагишев, музыкальный руководитель и дирижёр Насыр Давлесов
- 1981 — Новосибирский театр оперы и балета, балетмейстер-постановщик Владимир Васильев
- 1981 — Сыктывкарский театр оперы и балета, балетмейстер-постановщик Леонид Флегматов
- 1983 — Свердловский театр оперы и балета
- 2010 — Воронежский театр оперы и балета, балетмейстер-постановщик Владимир Васильев

Балетмейстер-постановщик Александр Дементьев, художник-постановщик А. Морозов, дирижёр-постановщик Е. Манаев; Дункан — Николай Остапенко, Макбет — Юрий Веденеев, Банко — Евгений Амосов, Леди Макбет — Вера Абашева, Кровь — Марина Богданова
- 1984 — Самаркандский театр оперы и балета, балетмейстер-постановщик О. Мельник
- 1986 — Венгерский государственный оперный театр, балетмейстер-постановщик Владимир Васильев
- 1987 — Берлинская государственная опера, балетмейстер-постановщик Владимир Васильев
- 9 апреля 2008 — Бурятский театр оперы и балета

Либретто Данила Салимбаева, балетмейстер-постановщик Данил Салимбаев, художник-постановщик Александр Горенштейн, музыкальный руководитель и дирижёр Валерий Волчанецкий; Макбет — Булат Раднаев, Леди Макбет — Баярма Цыбикова, Король Дункан — Владимир Кожевников
- 22 октября 2010 — Воронежский театр оперы и балета

Балетмейстер-постановщик Владимир Васильев, художник-постановщик В. Вольский, художник по костюмам М. Вольская, музыкальный руководитель и дирижёр Юрий Анисичкин; Макбет — Иван Алексеев, Леди Макбет — Анастасия Русинова, Банко — Ярослав Синицин, Король Дункан — Александр Литягин